# Pico (Metro de Los Ángeles)
Pico es una estación en las líneas A, E y Plata del Metro de Los Ángeles y es administrada por la Autoridad de Transporte Metropolitano del Condado de Los Ángeles. Se encuentra localizada en el barrio de South Park, en Los Ángeles (California), en South Flower Street.

## Conexiones de autobuses

### Metro bus
- Metro Local: 30, 81
- Metro Rapid: 730
- Metro Express: 439, 445, 460
- Metro Liner: Línea Plata

### Otros autobuses locales
- LADOT DASH: DD (fin de semana solamente), F (solamente fin de semana)
- LADOT Commuter Express: 419*, 422*, 423*, 438*, 448*
- Autoridad del Transporte del Condado de Orange: 701*, 721*

Nota: * significa que solamente opera durante las horas pico.